# Powiat de Leszno
Pour les articles homonymes, voir Leszno (homonymie).
Le powiat de Leszno (en polonais : powiat leszczyński) est un powiat appartenant à la voïvodie de Grande-Pologne dans le centre-ouest de la Pologne.
Elle est née le 1er janvier 1999, à la suite des réformes polonaises de gouvernement local passées en 1998.
Le siège administratif du powiat est la ville de Leszno, bien qu'elle ne fasse pas partie du territoire du powiat (elle constitue une powiat-ville à elle seule). Le powiat possède deux autres villes, Rydzyna, située à 9 kilomètres au sud-est de Leszno, et Osieczna, située à 10 kilomètres au nord-est de Leszno.
Le district couvre une superficie de 804,65 kilomètres carrés. En 2010, sa population totale est de 50 024 habitants, avec une population pour la ville de Rydzyna de 2 539 habitants, pour la ville d'Osieczna de 2 018 habitants, et une population rurale de 45 467 habitants.

## Division administrative
Le powiat comprend 7 communes :

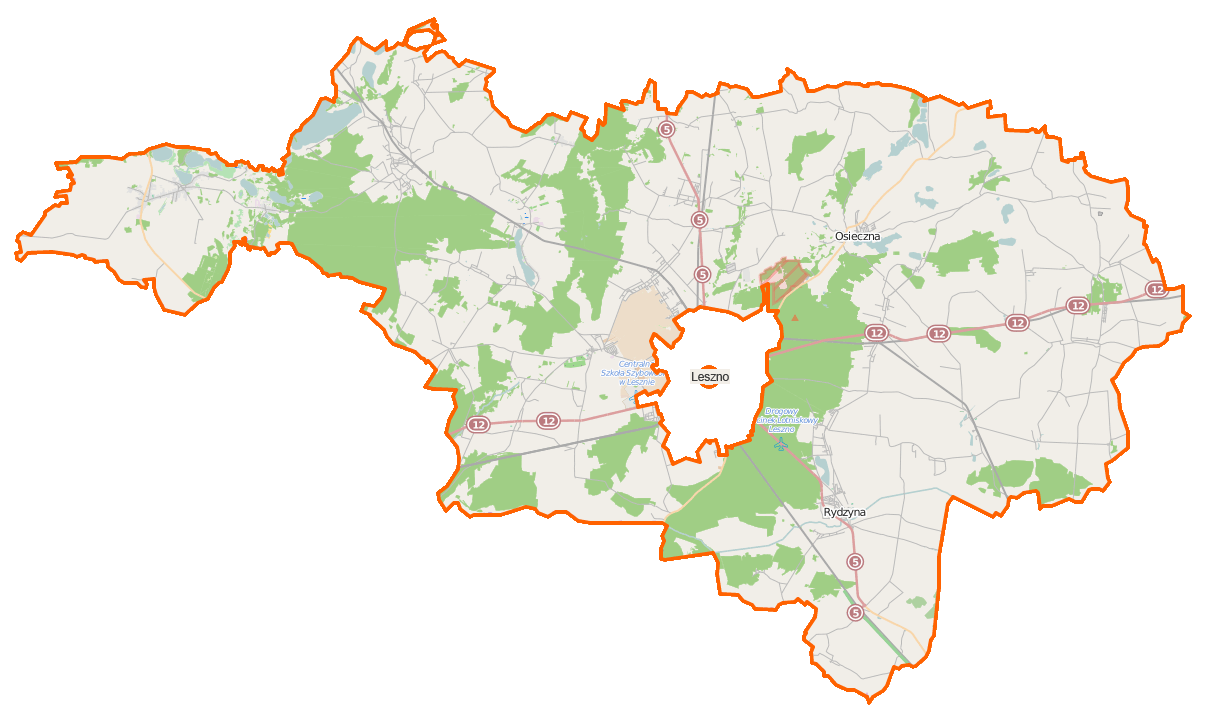
Plan du powiat.

- 2 communes urbaines-rurales : Osieczna et Rydzyna ;
- 5 communes rurales : Krzemieniewo, Lipno, Święciechowa, Wijewo et Włoszakowice.

| Gmina        | Type         | Superficie (km²) | Population (2006) | Siège        |
| Włoszakowice | rurale       | 127,2            | 8 627             | Włoszakowice |
| Osieczna     | urbain-rural | 128,7            | 8 576             | Osieczna     |
| Krzemieniewo | rural        | 113,4            | 8 474             | Krzemieniewo |
| Rydzyna      | urbain-rural | 135,6            | 8 076             | Rydzyna      |
| Święciechowa | rural        | 135              | 7 088             | Święciechowa |
| Lipno        | rural        | 103,4            | 5 720             | Lipno        |
| Wijewo       | rural        | 61,4             | 3 463             | Wijewo       |

## Démographie
Données du 30 juin 2005 :
| Description | Total  | Total | Femmes | Femmes | Hommes | Hommes |
| ----------- | ------ | ----- | ------ | ------ | ------ | ------ |
| Unité       | Nombre | %     | Nombre | %      | Nombre | %      |
| Population  | 49 687 | 100   | 25 012 | 50,34  | 24 675 | 49,66  |
| Urbain      | 4 433  | 8,92  | 2 255  | 4,54   | 2 178  | 4,38   |
| Rural       | 45 254 | 91,08 | 22 757 | 45,80  | 22 497 | 45,28  |

## Histoire
De 1975 à 1998, les différents gminy du powiat actuelle appartenait administrativement  à la voïvodie de Leszno.

Le powiat de Leszno est créée le 1er janvier 1999, à la suite des réformes polonaises de gouvernement local passées en 1998 et est rattachée à la voïvodie de Grande-Pologne.